# Audenge
Audenge egy francia település Gironde megyében az Aquitania régióban. Lakosainak száma 9550 fő (2022. január 1.).

## Története
A település védőszentje Saint Yves.

## Adminisztráció
Polgármesterek:
- 2001–2008 Francis Gadou (PS)
- 2008–2020 Nathalie Le Yondre (PS)

## Demográfia
| Lakosok száma | 2234 | 2675 | 2981 | 5539 | 6899 | 7410 | 7993 | 8680 | 9136 | 9550 |
|               | 1968 | 1982 | 1990 | 2006 | 2013 | 2015 | 2017 | 2019 | 2020 | 2022 |

## Látnivalók

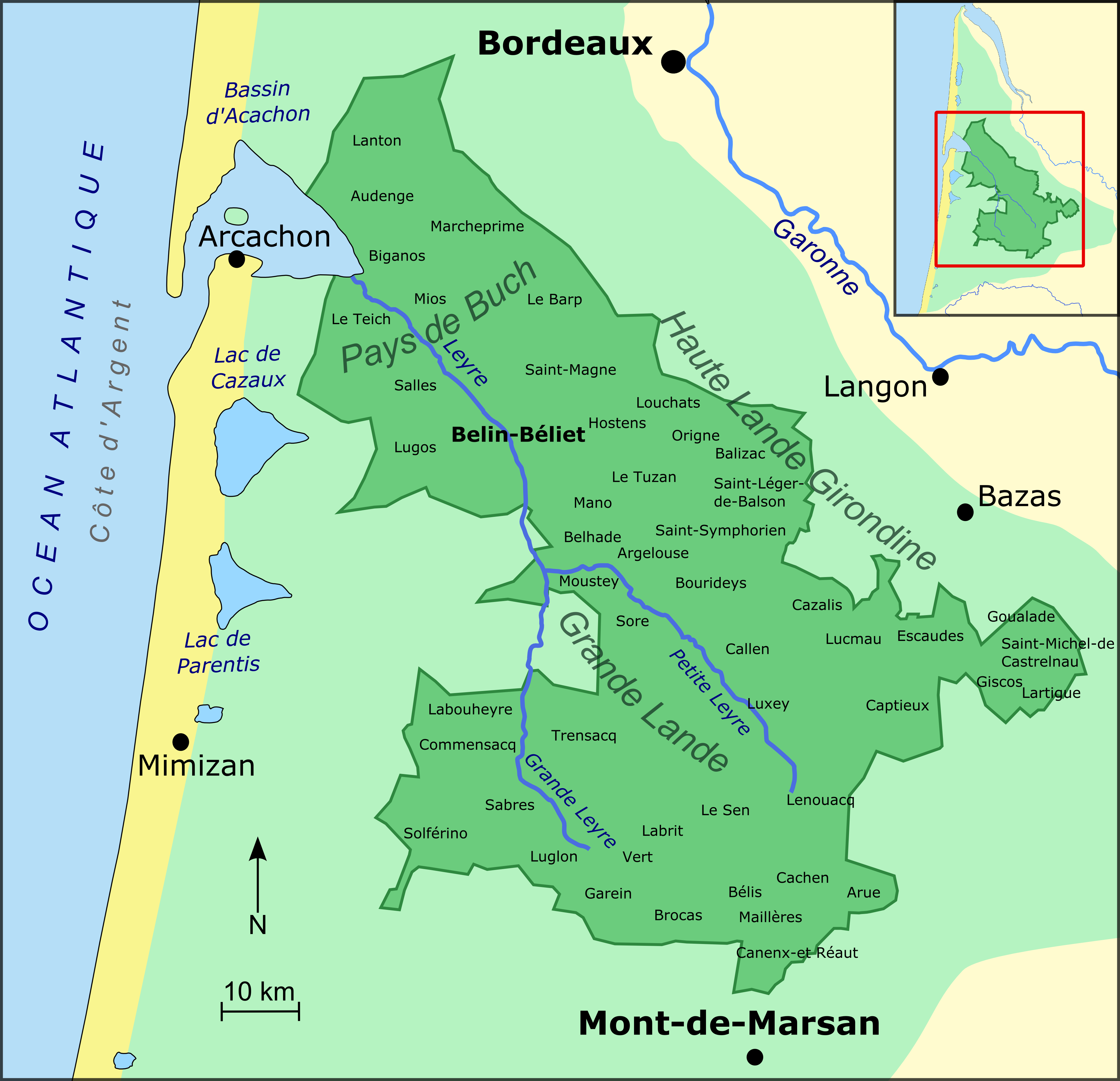
Természetvédelmi terület

- Természetvédelmi terület (Certes)
- Graveyron strand
- Pióca tenyésztés

## Testvérvárosok
- Spanyolország Azagra 1994-óta